# Eupogonesthes xenicus
Eupogonesthes xenicus es una especie de pez de la familia Macrouridae en el orden de los Gadiformes.

## Morfología
• Los machos pueden llegar alcanzar los 11,4 cm de longitud total.

## Hábitat
Es un pez de aguas profundas que vive entre 200-600 m de profundidad.

## Distribución geográfica
Se encuentra al este del océano Índico.